# الحنو الأعلى (الصومعة)

تعديل مصدري - تعديل

الحنو الأعلى هي إحدى قرى عزلة ال اليحوي بمديرية الصومعة التابعة لمحافظة البيضاء، بلغ تعداد سكانها 351 نسمة حسب تعداد اليمن لعام 2004.